# Fouad Bachirou
Fouad Bachirou, född 15 april 1990 i Valence, är en franskfödd komorisk fotbollsspelare.

## Klubbkarriär
Bachirou är uppvuxen i Parisförorten Clichy och började spela fotboll i USA Clichy, innan han gick över till Paris Saint-Germain. Bachirou spelade 22 matcher och gjorde ett mål för klubbens B-lag i den franska fjärdedivisionen.
I juli 2010 värvades Bachirou av skotska Greenock Morton, där han skrev på ett ettårskontrakt. I juni 2011 förlängdes hans kontrakt med ett år. I slutet av säsongen 2011/2012 meddelade Bachirou att han skulle lämna klubben för "nya utmaningar". Men i början av säsongen 2012/2013 återvände han till Greenock Morton.
I augusti 2014 värvades Bachirou av Östersunds FK. Bachirou debuterade i Superettan den 16 augusti 2014 i en 4–1-vinst över Husqvarna FF, där han byttes in i den 73:e minuten mot Ammar Ahmed. Bachirou gjorde allsvensk debut den 4 april 2016 mot Hammarby IF (1–1). I november 2016 förlängde han sitt kontrakt med tre år.
Den 9 januari 2018 värvades Bachirou av Malmö FF, där han skrev på ett fyraårskontrakt. I februari 2019 skrev Bachirou på ett nytt fyraårskontrakt med MFF. Den 26 augusti 2020 värvades Bachirou av engelska Nottingham Forest. Den 16 augusti 2021 värvades han av cypriotiska Omonia Nicosia.

## Landslagskarriär
Bachirou blev tillgänglig för spel i Komorernas landslag då hans mor är född i landet. Han debuterade för Komorerna den 5 mars 2014 mot Burkina Faso (1–1).